# Lentegí
Lentegí és un municipi de la província de Granada, amb una superfície de 23,84 km², una població de 330 habitants (2004) i una densitat de població de 13,84 hab/km².